# East Side/West Side
East Side/West Side est une série télévisée américaine de 26 épisodes de 48 minutes créée par David Susskind, diffusée entre le 23 septembre 1963 et le 27 avril 1964 sur le réseau CBS.
Cette série est inédite dans tous les pays francophones.

## Distribution
- George C. Scott : Neil Brock
- Cicely Tyson : Jane Foster
- Elizabeth Wilson : Frieda Hechlinger
- Linden Chiles : Congressman Charles Hanson (épisodes 19–26)
- John McMartin : Mike Miller (3 épisodes)

## Épisodes
1. The Sinner
2. Age of Consent
3. You Can't Beat the System
4. Something for the Girls
5. I Before E Except After C
6. No Wings at All
7. Who Do You Kill?
8. Go Fight City Hall
9. Not Bad for Openers
10. No Hiding Place
11. Where's Harry
12. My Child on Monday Morning
13. Creeps Live Here
14. The $5.98 Dress
15. The Beatnik and the Politician
16. One Drink at a Time
17. It's War, Man
18. Don't Grow Old
19. The Street
20. If Your Grandmother Had Wheels
21. The Passion of the Nickel Player
22. Take Sides with the Sun
23. The Name of the Game
24. Nothing But the Half Truth
25. The Givers
26. Here Today